# Legionario romano

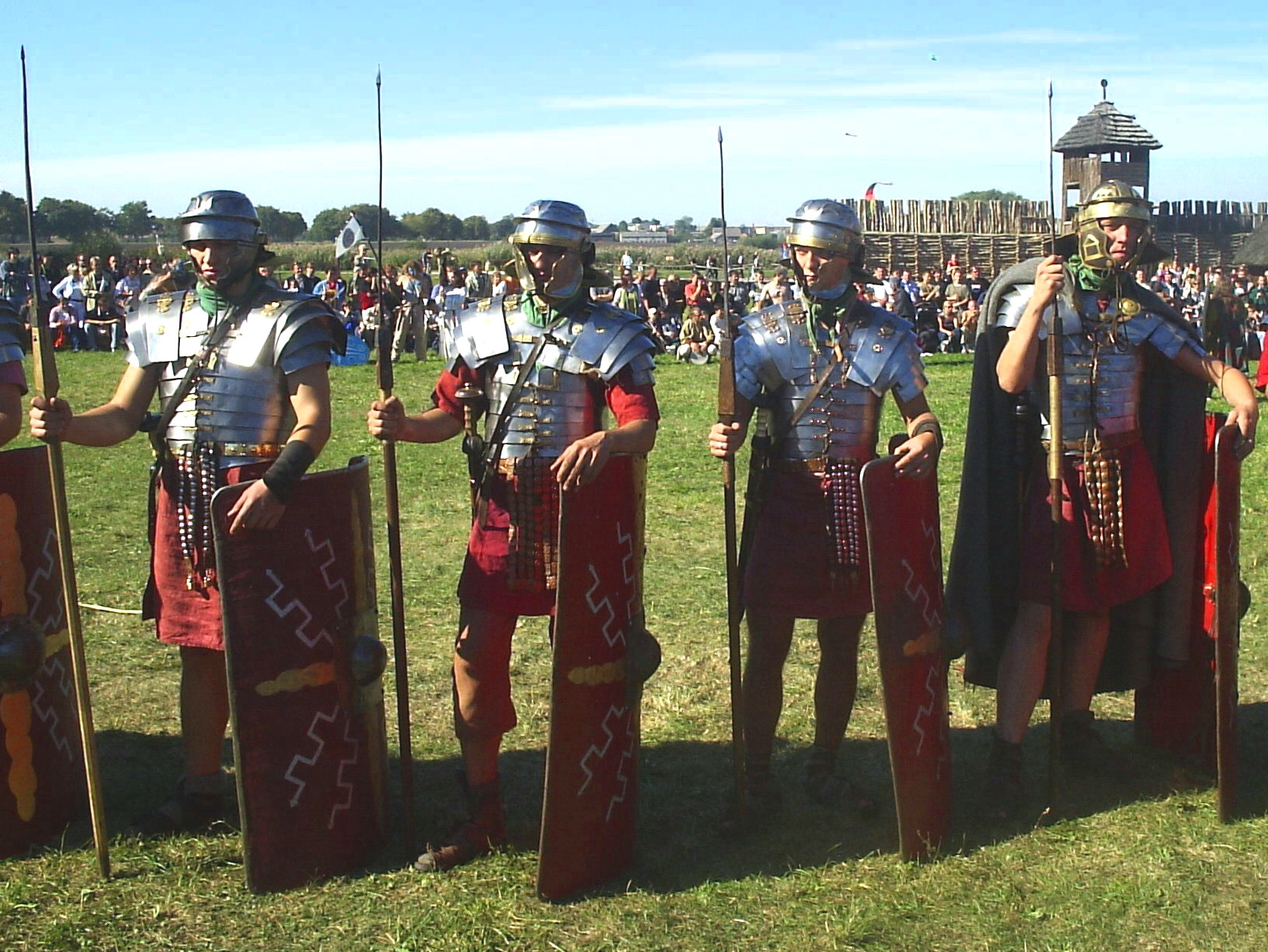
Legionarios (recreación), Legio XIV GMV, Biskupin, Polonia.

El legionario (latín: legionarius) era un soldado de infantería pesada integrante de una unidad militar del ejército romano, formada, normalmente, por ciudadanos romanos mayores de quince años. Era conocido por su disciplina y orden.

## Duración del servicio y sueldo

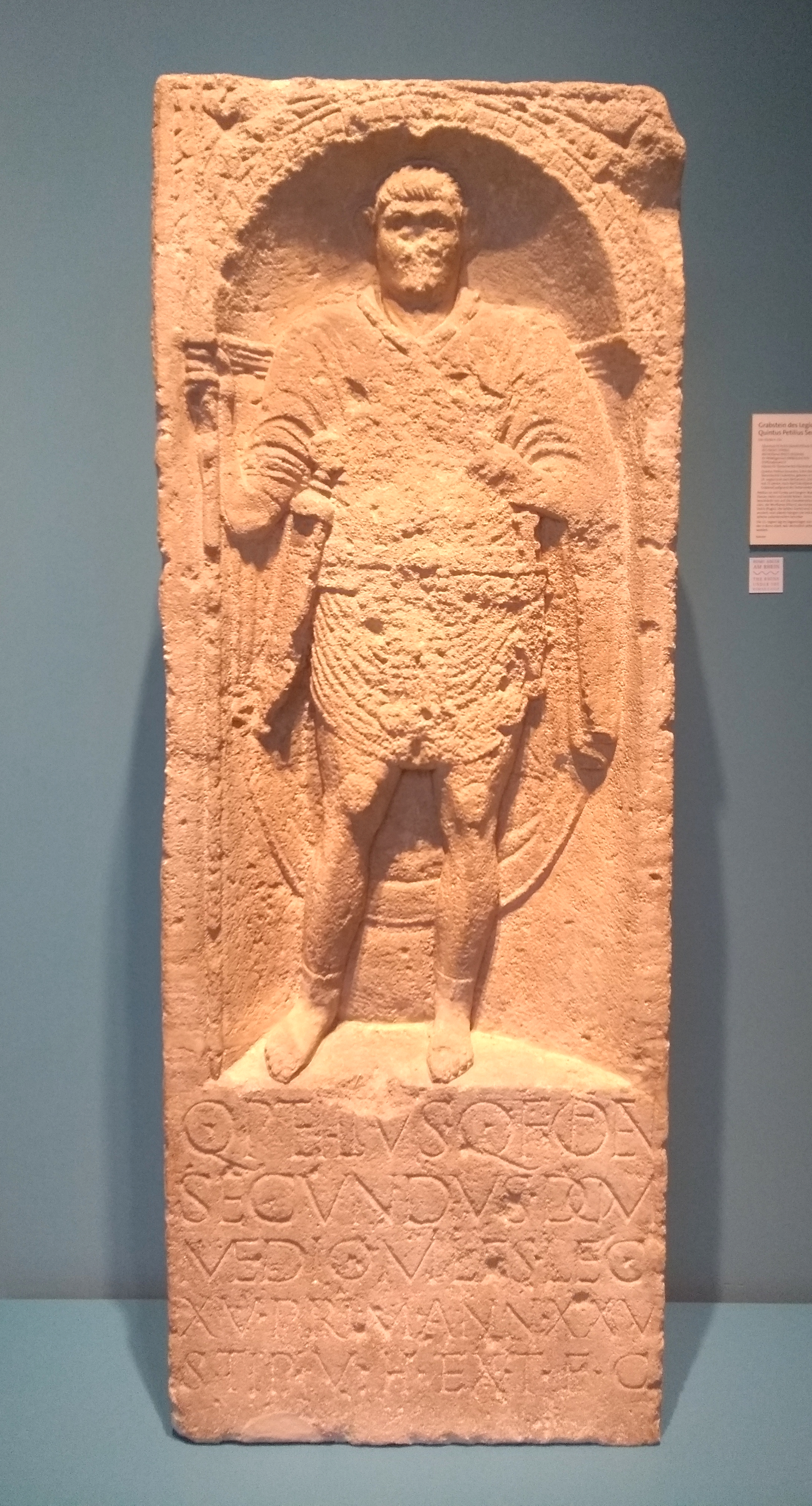
Inscripción funeraria del legionario de la Legio XV Primigenia Q. Petilio Secundo, que aparece retratado con parte de su equipo estándar; el apitafio dice: Q (uintus) Petilus Q(uinti) f(ilius) O(u)fen(tina tribu)/ Secundus dom(o)/ Medio(lano) miles Leg(ionis)/ XV Prim(igeniae) ann (orum) XXV/ stip(endiorum) V/ H(eres) ex t(estamentum) f(aciendum) c(uravit).

La duración del servicio militar de un legionario era en la República temprana la de la duración de la campaña militar. En el siglo II a. C. se estableció que el servicio máximo debía ser de dieciséis campañas. Después de las reformas de Mario, el tiempo de servicio quedó fijado en veinticinco años, que fueron rebajados a veinte en época de Augusto. Recibía un paga por sus servicios, llamada stipendium, desde las reformas de Furio Camilo en el siglo IV a. C.; al finalizar su enrolamiento, a partir de las reformas de Cayo Mario esperaba recibir un lote de tierras, lo que condicionó seriamente la vida final de la República romana y de sus más importantes personajes, como el propio Mario, Sila, Pompeyo, Julio César, Marco Antonio y Augusto, quien, a partir de 4 a. C. sustituyó ese lote de tierra por un premio en metálico abonado por el Aerarium Militaris.

## Equipamiento y entrenamiento

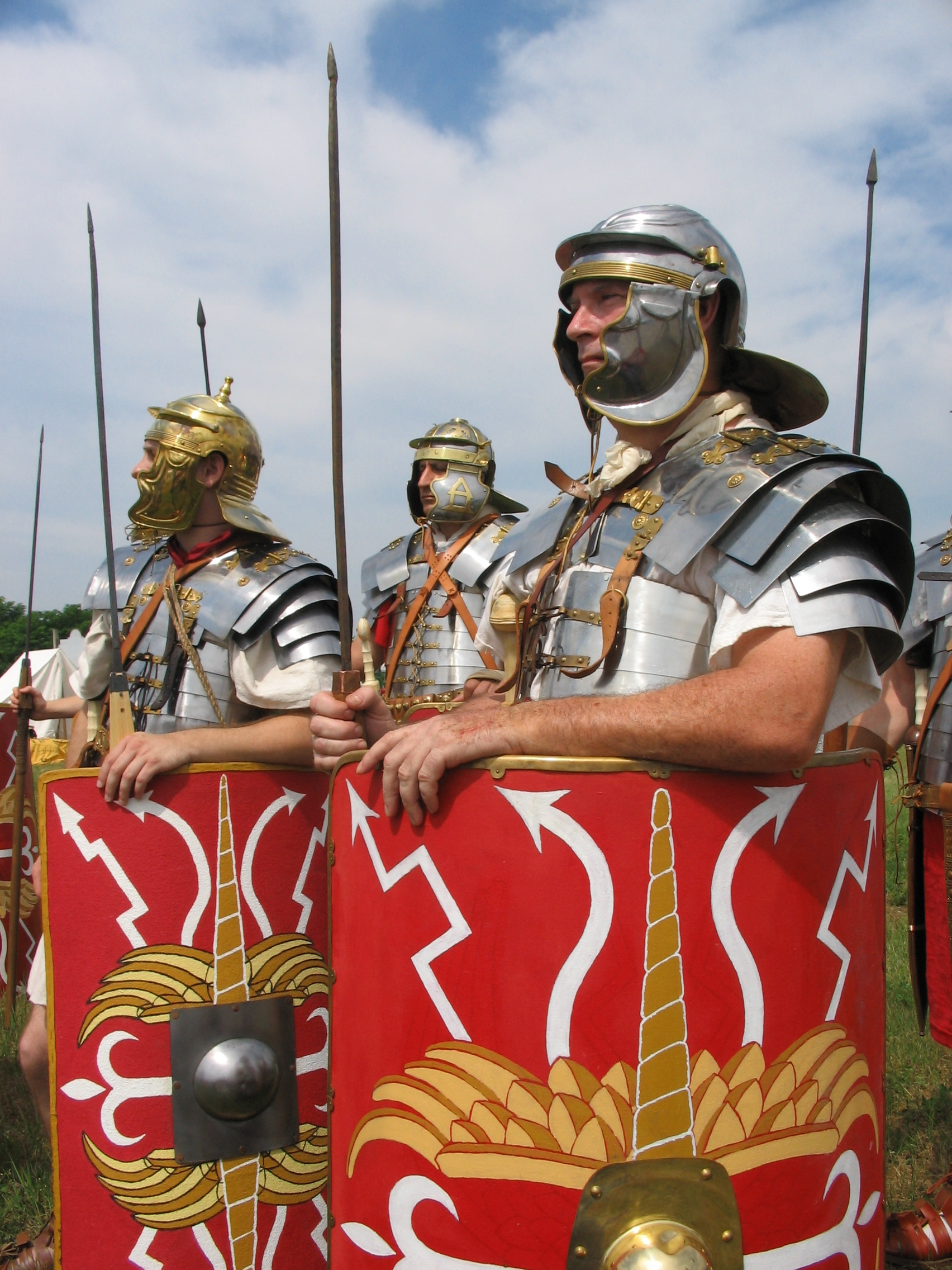
Legionarios. En la imagen se puede ver el pilum, el scutum, la gálea, la lorica hamata y la lorica segmentata.

El legionario estaba generalmente armado con dos jabalinas (una pesada, el pilum y otra ligera), una espada (gladius), y hasta la época de Trajano, un puñal (pugio). Para su protección portaba un casco (gálea), una armadura de anillas (lorica hamata), placas (lorica segmentata) o escamas (lorica squamata) y un escudo rectangular (scutum) que llevaba una protección metálica o umbo para la posición de la mano. Completaban su equipamiento (impedimenta) un par de sandalias (caligae) y una mochila o morral (en latín, sarcina)
Uno de sus principales atributos, ya que muchas veces se enfrentaban con ejércitos mayores y mejor equipados, era el de formar parte de un cuerpo sumamente disciplinado y en constante entrenamiento (exercitum), tanto para poder efectuar maniobras militares en forma precisa y exacta, como la famosa tortuga o testudo, como para trabajar en obras de ingeniería militar (construcción de campamentos, murallas y fortalezas) y obras públicas (caminos, puentes y acueductos).

## Legado
Posteriormente se denomina legionario a un miembro de diferentes cuerpos militares de la historia. Por ejemplo la Legión Extranjera Francesa, la Legión Española y la Legión Polaca.